# Eikenheuvel (Baarn)
Villa Eikenheuvel  is een gemeentelijk monument in de Transvaalbuurt van Baarn in de provincie Utrecht.
De bepleisterde villa aan de Bothalaan is gebouwd in 1905. De ramen zijn voorzien van luiken, in de ronde bogen zijn Jugendstilkenmerken aangebracht.